# Чичкаюл
Чичкаюл або Чичке-Юл — річка в Росії, права притока Чулиму (басейн Обі), тече у Томській області. 
Чичкаюл починається у Тегульдетському районі Томської області, тече по Чулимській рівнині переважно у західному напрямку, зливається з Чулимом у його нижній течії на території Первомайського району.
Довжина річки 450 км, площа басейну 6 150 км². Середньорічний стік 28,2 м³/c. Живлення мішане з переважанням снігового. Замерзає наприкінці жовтня — в листопаді, скресає у квітні — на початку травня. 
Притоки Чичкаюлу численні, але короткі, найзначніші з них Агуйдат,  Баликтиюл, Березовка і Колбіха.
Населені пункти на річці: Францево у нижній течії, Алсагачево і Совхозний  — біля гирла; в пониззі його лівої притоки Березовки існувало село Зимовське (скасоване в 2000 році). 
Неподалік від гирла річку перетинає залізничний міст на гілці Тайга — Томськ — Асіно — Білий Яр, яка відходить від Транссибірської магістралі.
Річка судноплавна на 192 км від гирла, але за теперішнього часу транспортний рух по ній не відбувається.